# Hydraena quatriloba
Hydraena quatriloba (лат.) — вид жуков-водобродок рода Hydraena из подсемейства Hydraeninae. Назван quatriloba по признаку наличия четырёх лопастей эдеагуса.

## Распространение
Встречаются на Мадагаскаре.

## Описание
Водобродки мелкого размера (около 2 мм), удлинённой формы. Дорзум с головой и диском переднеспинки от темно-коричневого до светло-коричневого цвета; переднеспинка с краями от светло-коричневого до коричневого; надкрылья коричневые; ноги от светло-коричневых до буроватых; нижнечелюстные щупики от светло-коричневых до буроватых, дистальная 1/3 последних щупиков немного темнее, за исключением концевых. Голова с наличником умеренно мелко и густо пунктирована, промежутки блестящие на срединной области, боковые области микрорешетчатые, тусклые; лоб крупно густо пунктирован. Пронотум крупно густо и глубоко пунктирован. Грудь умеренно мелко пунктирована, промежутки блестящие; постментум слабо шершавый, тусклый. Щёки приподняты, блестящие, задний край резкий, задний гребень отсутствует. Очень похож по размеру и габитусу на H. bisinuloba; для надежного определения потребуется препарирование самцов. Дистальный отросток имеет разную форму у этих двух видов, помимо других различий в эдеагусе. Взрослые жуки, предположительно, как и близкие виды, растительноядные, личинки плотоядные.

## Классификация
Вид был впервые описан в 2017 году американским энтомологом Philip Don Perkins (Department of Entomology, Museum of Comparative Zoology, Гарвардский университет, Кембридж, США) по типовым материалам с острова Мадагаскар. Включён в состав подрода Monomadraena вместе с видами H. bisinuloba, H. bispica, H. impressicollis, H. bergsteni и H. furcula.